# Tocoyena longiflora
Tocoyena longiflora är en måreväxtart som beskrevs av Jean Baptiste Christophe Fusée Aublet. Tocoyena longiflora ingår i släktet Tocoyena och familjen måreväxter. Inga underarter finns listade i Catalogue of Life.